# Prarthana Thombare
Prarthana Gulabrao Thombare (Barshi, 18 giugno 1994) è una tennista indiana.

## Carriera
Prarthana Thombare ha vinto 3 titoli in singolare e 30 titoli in doppio nel circuito ITF in carriera. In singolare ha raggiunto la 335ª posizione mondiale il 25 agosto 2014, mentre in doppio la 1257ª posizione mondiale il 17 ottobre 2017.
Ha vinto una medaglia di bronzo nel doppio insieme a Sania Mirza ai XVII Giochi asiatici, tenutosi a Incheon, in Corea del Sud, nel settembre 2014. Sono state sconfitte dalla coppia taipeana formata da Chan Chin-wei e Hsieh Su-wei in tre set.
Fa parte della squadra indiana di Fed Cup dove ha un bilancio complessivo di 13 vittorie e 8 sconfitte.
Principalmente una specialista di doppio, è stata la prima tennista indiana di tale categoria per un certo periodo e rappresentante del proprio paese alle Olimpiadi, a Rio nel 2016. Sempre in coppia con Mirza, sono state sconfitte all'esordio dalle cinesi Peng Shuai e Zhang Shuai.
L'11 febbraio 2024, Prarthana raggiunge la sua prima finale WTA 125 della carriera in doppio al WTA Mumbai Open, torneo casalingo, dove in coppia in coppia con l'olandese Arianne Hartono vengono sconfitte dalla coppia formata dalla slovena Dalila Jakupovič e dalla statunitense Sabrina Santamaria con il punteggio di 4-6, 3-6. L'anno successivo, Thombare e Hartono raggiungono per il secondo anno consecutivo la finale a Mumbai, per entrambe la seconda in carriera, ma anche in questa occasione vengono sconfitte in finale dalla coppia russa composta da Amina Anšba e Elena Pridankina con il punteggio di 6(4)-7, 6-2, [7-10].
Il 13 luglio 2025, Prarthana raggiunge la terza finale WTA 125 della carriera alla Hall of Fame Open, giocato sull'erba di Newport dopo un'assenza di 34 anni, sempre insieme ad Hartono, ma vengono sconfitte in finale dale sorelle Carmen e Ivana Corley con il punteggio di 6(4)-7, 3-6.

## Circuito WTA 125

### Doppio

#### Sconfitte (3)
| N. | Data             | Torneo                     | Superficie | Compagna        | Avversarie in finale                | Punteggio           |
| 1. | 11 febbraio 2024 | Mumbai Open, Mumbai        | Cemento    | Arianne Hartono | Dalila Jakupovič Sabrina Santamaria | 4-6, 3-6            |
| 2. | 9 febbraio 2025  | Mumbai Open, Mumbai (2)    | Cemento    | Arianne Hartono | Amina Anšba Elena Pridankina        | 6(4)-7, 6-2, [7-10] |
| 3. | 13 luglio 2025   | Hall of Fame Open, Newport | Erba       | Arianne Hartono | Carmen Corley Ivana Corley          | 6(4)-7, 3-6         |

## Statistiche ITF

### Singolare

#### Vittorie (3)
| Torneo $100.000 (0) |
| Torneo $80.000 (0)  |
| Torneo $75.000 (0)  |
| Torneo $60.000 (0)  |
| Torneo $50.000 (0)  |
| Torneo $40.000 (0)  |
| Torneo $25.000 (0)  |
| Torneo $15.000 (1)  |
| Torneo $10.000 (2)  |

| N. | Data             | Torneo                                                | Superficie  | Avversaria in finale | Punteggio         |
| 1. | 17 novembre 2013 | CCI ITF Women's Tennis Tournament, Mumbai             | Cemento     | Hsu Ching-wen        | 6–3, 6(10)-7, 6–4 |
| 2. | 13 aprile 2014   | KS Narayanan Memorial Women's Futures, Chennai        | Terra rossa | Eetee Maheta         | 4–6, 6–3, 7–6(5)  |
| 3. | 11 maggio 2014   | Pooja Ventures ITF Women Tennis Tournament, Hyderabad | Cemento     | Rishika Sunkara      | 6(4)-7, 6–4, 6–3  |

#### Sconfitte (2)
| Torneo $100.000 (0) |
| Torneo $80.000 (0)  |
| Torneo $75.000 (0)  |
| Torneo $60.000 (0)  |
| Torneo $50.000 (0)  |
| Torneo $40.000 (0)  |
| Torneo $25.000 (0)  |
| Torneo $15.000 (0)  |
| Torneo $10.000 (2)  |

| N. | Data              | Torneo                                    | Superficie | Avversaria in finale | Punteggio        |
| 1. | 15 settembre 2013 | Jolie Ville Golf Women's, Sharm el-Sheikh | Cemento    | Jana Sizikova        | 6(7)-7, 6-3, 5-7 |
| 2. | 12 gennaio 2014   | Aurangabad Open, Aurangabad               | Cemento    | Sowjanya Bavisetti   | 7–5, 4–6, 4–6    |

### Doppio

#### Vittorie (30)
| Torneo $100.000 (2) |
| Torneo $80.000 (0)  |
| Torneo $75.000 (0)  |
| Torneo $60.000 (5)  |
| Torneo $50.000 (0)  |
| Torneo $40.000 (2)  |
| Torneo $25.000 (7)  |
| Torneo $15.000 (0)  |
| Torneo $10.000 (14) |

| N.  | Data              | Torneo                                                            | Superficie  | Compagna                   | Avversarie in finale                      | Punteggio           |
| 1.  | 23 marzo 2013     | Jubilee Hills International Center Open, Hyderabad                | Cemento     | Natasha Palha              | Sharmada Balu Sowjanya Bavisetti          | 6-1, 6-4            |
| 2.  | 19 aprile 2013    | Chennai ITF Women's, Chennai                                      | Terra rossa | Natasha Palha              | Rushmi Chakravarthi Ankita Raina          | 5–7, 6–3, [10–6]    |
| 3.  | 24 agosto 2013    | ITF Women's Circuit New Delhi, Nuova Delhi                        | Cemento     | Akari Inoue                | Matilda Hamlin Shweta Rana                | 6-1, 6-4            |
| 4.  | 21 settembre 2013 | Jolie Ville Golf Women's, Sharm el-Sheikh                         | Cemento     | Julija Valetova            | Viktorija Bogoslovskaja Evgenija Svincova | 6-1, 6-4            |
| 5.  | 11 gennaio 2014   | Aurangabad Open, Aurangabad                                       | Terra rossa | Ankita Raina               | Shweta Rana Rishika Sunkara               | 6-3, 6-3            |
| 6.  | 29 marzo 2014     | Jolie Ville Golf Women's, Sharm el-Sheikh                         | Cemento     | Eugenija Paškova           | Laura Deigman Emily Webley-Smith          | 6-2, 6-4            |
| 7.  | 9 agosto 2014     | ITF Bangalore, Bangalore                                          | Cemento     | Sharmada Balu              | Hsu Ching-wen Natasha Palha               | 6–4, 0–6, [10–6]    |
| 8.  | 14 marzo 2015     | Jolie Ville Golf Women's, Sharm El Sheikh                         | Cemento     | Ekaterina Jašina           | Anhelina Kalita Vera Lapko                | 6-4, 5-7, [10-6]    |
| 9.  | 4 aprile 2015     | ITF Women's Dehradun, Dehradun                                    | Cemento     | Nungnadda Wannasuk         | Prerna Bhambri Rishika Sunkara            | 6-0, 6-4            |
| 10. | 31 maggio 2015    | ITF Women's Circuit Balikpapan, Balikpapan                        | Cemento     | Harriet Dart               | Nicha Lertpitaksinchai Nudnida Luangnam   | 6-4, 4-6, [16-14]   |
| 11. | 13 giugno 2015    | Jolie Ville Golf Women's, Sharm el-Sheikh                         | Cemento     | Olga Parres Azcoitia       | Jenny Claffey Inês Murta                  | 6–4, 6–2            |
| 12. | 27 giugno 2015    | Jolie Ville Golf Women's, Sharm el-Sheikh                         | Cemento     | Eva Wacanno                | Ola Abou Zekry Eleni Kordolaimi           | 6-4, 7-6(5)         |
| 13. | 26 settembre 2015 | Phoeix Live ITF Women's Hyderabad, Hyderabad                      | Terra rossa | Sharmada Balu              | Nidhi Chilumula Rishika Sunkara           | 2–6, 6–3, [12–10]   |
| 14. | 23 ottobre 2015   | Lucknow Women's ITF, Lucknow                                      | Erba        | Prerna Bhambri             | Sharmada Balu Nidhi Chilumula             | 6–3, 4–6, [10–7]    |
| 15. | 30 ottobre 2015   | Gondwana Cup ITF Women's, Raipur                                  | Cemento     | Sharmada Balu              | Prerna Bhambri Rishika Sunkara            | 6-3, 6(4)-7, [10-8] |
| 16. | 19 dicembre 2015  | Governor's Cup Lagos, Lagos                                       | Cemento     | Džulija Terzijska          | Tadeja Majerič Conny Perrin               | 4-6, 6-3, [10-8]    |
| 17. | 12 marzo 2016     | Abierto de Puebla, Puebla de Zaragoza                             | Cemento     | Akiko Ōmae                 | Irina Chromačëva Ksenija Lykina           | 6-4, 2-6, [10-8]    |
| 18. | 18 giugno 2016    | Open GDF SUEZ Montpellier, Montpellier                            | Terra rossa | Eva Wacanno                | Lourdes Domínguez Lino Jil Teichmann      | 7-5, 2-6, [11-9]    |
| 19. | 21 ottobre 2016   | Governor's Cup Lagos, Lagos                                       | Cemento     | Valentini Grammatikopoulou | Kyra Shroff Dhruthi Tatachar Venugopal    | 6(3)–7, 6–3, [11–9] |
| 20. | 16 giugno 2017    | Hódmezővásárhely Ladies Open, Hódmezővásárhely                    | Terra rossa | Kotomi Takahata            | Ulrikke Eikeri Tereza Mrdeža              | 1-0 rit.            |
| 21. | 17 giugno 2018    | Manchester Trophy, Manchester                                     | Erba        | Luksika Kumkhum            | Naomi Broady Asia Muhammad                | 7-6(5), 6-3         |
| 22. | 11 febbraio 2022  | Engie Open de l'Isère, Grenoble                                   | Cemento (i) | Lily Miyazaki              | Alicia Barnett Olivia Nicholls            | 6–3, 6-3            |
| 23. | 26 giugno 2022    | Euro-Commerce Open, Prokuplje                                     | Terra rossa | Jibek Kulambaeva           | Leyre Romero Gormaz Tara Würth            | w/o                 |
| 24. | 17 dicembre 2022  | Balaji Amines Solapur Open Women's ITF Tennis Tournament, Solapur | Cemento     | Ankita Raina               | Priska Madelyn Nugroho Ekaterina Jašina   | 6-1, 6-2            |
| 25. | 28 gennaio 2023   | NECC-Deccan ITF Women's Tournament, Pune                          | Cemento     | Ankita Raina               | Gozal' Aınıtdınova Jibek Kulambaeva       | 4-6, 7-5, [10-8]    |
| 26. | 5 agosto 2023     | Women's TEC Cup, Barcellona                                       | Cemento     | Anastasija Tichonova       | Estelle Cascino Diāna Marcinkēviča        | 3-6, 6-1, [10-7]    |
| 27. | 5 aprile 2024     | Split Open, Spalato                                               | Terra rossa | Valentini Grammatikopoulou | Veronika Erjavec Justina Mikulskytė       | 6-4, 6-1            |
| 28. | 20 aprile 2024    | Shenzhen Luohu Open, Shenzhen                                     | Cemento     | Arianne Hartono            | Madeleine Brooks Eudice Chong             | 6-3, 6-2            |
| 29. | 20 luglio 2024    | Porto Open, Porto                                                 | Cemento     | Arianne Hartono            | Anna Rogers Kateryna Volodko              | 6-3, 6-4            |
| 30. | 27 luglio 2025    | The Women's Hospital Classic, Evansville                          | Cemento     | Arianne Hartono            | Ayana Akli Victoria Osuigwe               | 6-3, 6-3            |

#### Sconfitte (31)
| Torneo $100.000 (2) |
| Torneo $80.000 (0)  |
| Torneo $75.000 (0)  |
| Torneo $60.000 (3)  |
| Torneo $50.000 (0)  |
| Torneo $40.000 (1)  |
| Torneo $25.000 (15) |
| Torneo $15.000 (1)  |
| Torneo $10.000 (9)  |

| N.  | Data              | Torneo                                                      | Superficie  | Compagna                   | Avversarie in finale                       | Punteggio           |
| 1.  | 26 maggio 2012    | ITF Women's Circuit New Delhi, Nuova Delhi                  | Cemento     | Sri Peddy Reddy            | Rushmi Chakravarthi Ankita Raina           | 3-6, 2-6            |
| 2.  | 7 luglio 2012     | ITF Women's Circuit New Delhi, Nuova Delhi                  | Cemento     | Shweta Rana                | Risa Hasegawa Miyabi Inoue                 | 6–1, 5–7, [1–10]    |
| 3.  | 27 aprile 2013    | ITF Women's Tennis Tournament Lucknow, Lucknow              | Erba        | Natasha Palha              | Nidhi Chilumula Emi Mutaguchi              | 4-6, 6(4)-7         |
| 4.  | 29 giugno 2013    | ITF Women's Circuit New Delhi, Nuova Delhi                  | Cemento     | Natasha Palha              | Rishika Sunkara Naomi Totka                | 4–6, 6–4, [11–13]   |
| 5.  | 12 aprile 2014    | KS Narayanan Memorial Women's Futures, Chennai              | Terra rossa | Natasha Palha              | Rishika Sunkara Sharmada Balu              | 0-6, 6(4)-7         |
| 6.  | 10 maggio 2014    | Pooja Ventures ITF Women Tennis Tournament, Hyderabad       | Cemento     | Shweta Rana                | Rishika Sunkara Sharmada Balu              | 1-6, 5-7            |
| 7.  | 14 giugno 2014    | Fergana Challenger, Fergana                                 | Cemento     | Nao Hibino                 | Hiroko Kuwata Mari Tanaka                  | 1–6, 4–6            |
| 8.  | 11 aprile 2015    | Ahmedabad Open, Ahmedabad                                   | Cemento     | Nao Hibino                 | Peangtarn Plipuech Nungnadda Wannasuk      | 3–6, 6–2, [10–12]   |
| 9.  | 20 giugno 2015    | Jolie Ville Golf Women's, Sharm el-Sheikh                   | Cemento     | Olga Parres Azcoitia       | Rishika Sunkara Eva Wacanno                | 1-6, 1-6            |
| 10. | 12 settembre 2015 | Phoeix Live ITF Women's Hyderabad, Hyderabad                | Terra rossa | Prerna Bhambri             | Sowjanya Bavisetti Rishika Sunkara         | 3-6, 4-6            |
| 11. | 20 settembre 2015 | Phoeix Live ITF Women's Hyderabad, Hyderabad                | Terra rossa | Sharmada Balu              | Fatma Al-Nabhani Prerna Bhambri            | 5-7, 2-6            |
| 12. | 25 dicembre 2015  | LIC ITF Women's Tennis Championships, Pune                  | Terra rossa | Hsu Chieh-yu               | Valentina Ivachnenko Anastasyja Vasyl'eva  | 6-4, 2-6, [10-12]   |
| 13. | 20 marzo 2016     | Women's ITF Irapuato Club de Golf Santa Margarita, Irapuato | Cemento     | Akiko Ōmae                 | Ljudmyla Kičenok Nadežda Kičenok           | 1-6, 4-6            |
| 14. | 14 ottobre 2016   | Governor's Cup Lagos, Lagos                                 | Cemento     | Valentini Grammatikopoulou | Chayenne Ewijk Rosalie van der Hoek        | 3–6, 5–7            |
| 15. | 17 febbraio 2017  | Perth Tennis International, Perth                           | Cemento     | Irina Bara                 | Junri Namigata Riko Sawayanagi             | 6(5)–7, 6–4, [9–11] |
| 16. | 1º aprile 2017    | Forte Village International Tournament, Pula                | Terra rossa | Eva Wacanno                | Lina Ǵorčeska Bernarda Pera                | 2-6, 3-6            |
| 17. | 30 aprile 2017    | ITF Women's Circuit Anning, Anning                          | Terra rossa | Xun Fangying               | Han Xinyun Ye Qiuyu                        | 2-6, 5-7            |
| 18. | 14 luglio 2018    | Open 88 Contrexéville, Contrexéville                        | Terra rossa | Eva Wacanno                | An-Sophie Mestach Zheng Saisai             | 6-3, 2-6, [7-10]    |
| 19. | 12 ottobre 2019   | Lagos Open, Lagos                                           | Cemento     | Sandra Samir               | Rutuja Bhosale Laura Pigossi               | 6-4, 4-6, [7-10]    |
| 20. | 19 ottobre 2019   | Lagos Open, Lagos                                           | Cemento     | Sandra Samir               | Rutuja Bhosale Laura Pigossi               | 3-6, 7-6(3), [6-10] |
| 21. | 18 gennaio 2020   | Daytona Beach Open, Daytona Beach                           | Terra verde | Paula Ormaechea            | Dalma Gálfi Kimberley Zimmermann           | 6(4)-7, 2-6         |
| 22. | 6 marzo 2021      | ITF Women New Delhi, Nuova Delhi                            | Cemento     | Sowjanya Bavisetti         | Pia Lovrič Adrienn Nagy                    | 2-6, 3-6            |
| 23. | 29 gennaio 2022   | Egypt Women's Future, Il Cairo                              | Terra rossa | Adrienn Nagy               | Melanie Klaffner Sinja Kraus               | 5-7, 3-6            |
| 24. | 19 febbraio 2022  | TBC Porto Open, Porto                                       | Cemento (i) | Adrienn Nagy               | Valentini Grammatikopoulou Quirine Lemoine | 2-6, 0-6            |
| 25. | 21 maggio 2022    | Montemor Ladies Open, Montemor-o-Novo                       | Cemento     | Alana Parnaby              | Francisca Jorge Matilde Jorge              | 3-6, 4-6            |
| 26. | 16 luglio 2022    | Liepāja Open, Liepāja                                       | Terra rossa | Emily Appleton             | Dalila Jakupovič Ivana Jorović             | 4-6, 3-6            |
| 27. | 20 agosto 2022    | Vrnjacka Banja Open, Vrnjačka Banja                         | Terra rossa | Emily Appleton             | Cristina Dinu Valerija Strachova           | 1–6, 6–4, [8–10]    |
| 28. | 24 dicembre 2022  | Ganesh Naik ITF Women's Tennis Tournament, Navi Mumbai      | Cemento     | Ankita Raina               | Priska Madelyn Nugroho Ekaterina Jašina    | 3-6, 1-6            |
| 29. | 25 febbraio 2023  | Engie Open de Mâcon, Mâcon                                  | Cemento (i) | Dar'ja Astachova           | Magali Kempen Xenia Knoll                  | 3-6, 4-6            |
| 30. | 17 maggio 2024    | Zagreb Ladies Open, Zagabria                                | Terra rossa | Emily Appleton             | Laura Pigossi Céline Naef                  | 6-4, 1-6, [8-10]    |
| 31. | 16 maggio 2025    | Empire Trnava Cup, Trnava                                   | Terra rossa | Arianne Hartono            | Estelle Cascino Carole Monnet              | 2-6, 2-6            |